# Марктшоргаст
Марктшоргаст (нім. Marktschorgast) — торгова громада в Німеччині, розташована в землі Баварія. Підпорядковується адміністративному округу Верхня Франконія. Входить до складу району Кульмбах.
Площа — 15,82 км2. Населення становить 1380 ос. (станом на 31 грудня 2020).